# 히라노고정
히라노고정(일본어: 平野郷町)은 일본 오사카부 히가시나리군에 설치되었던 정이다. 현재의 오사카시 히라노구의 일부에 해당한다.